# Fall (Einheit)
Mit Fall wurde das schottische Landmaß, ein Längenmaß, bezeichnet, das sich in einem alten, dem ancie at Scotts-Fall und dem neueren modern Scott-Fall unterschied. 1826 wurde das Maß durch die neueren englische Maßen abgelöst.
Das alte Maß hatte 2513 ⅛ Pariser Linien, das entsprach 5 ⅔ Meter. Der neuere Fall war nur wenig kleiner, 5 3/5 Meter waren 2499 2/5 Pariser Linien. In englischen Fuß standen sich 18 und 18 ½ Fuß gegenüber.
- 1 Fall= 6 Elwand/Ellen = 5,669 Meter 
  - 1 Elwand/Ellen = 418,854 Pariser Linien = 0,94486 Meter[1]
- 40 Fall = 1 Furlong = 240 Elwand/Ellen[1]